# Halichoeres dispilus
Halichoeres dispilus es una especie de peces de la familia Labridae en el orden de los Perciformes.

## Morfología
Los machos pueden llegar alcanzar los 25 cm de longitud total.

## Distribución geográfica
Se encuentra desde el Golfo de California hasta Bahía Independencia (Perú), incluyendo las Islas Galápagos.